# Fissidens bambergeri
Fissidens bambergeri là một loài Rêu trong họ Fissidentaceae. Loài này được Schimp. mô tả khoa học đầu tiên năm 1864.